# Jofre Cullell Estapé
Jofre Cullell Estapé (Santa Coloma de Farners, Selva 10 de març de 1999) és un ciclista català professional especialitzat en ciclisme de muntanya i en ciclocròs. Al 2017 va ser el guanyador del Campionat d'Europa Júnior BTT. A la temporada 2019, Jofre Cullell aconsegueix el bronze a la classificació general de la UCI Mountain Bike World Cup XCO. Actualment és corredor de l'equip espanyol BH COLOMA TEAM.
Des de ben petit, ha estat un aficionat de la bicicleta de muntanya junt al seu germà Jorda Cullell. Tot i això, al voltant de la seva adolescència no era el ciclisme el protagonista, sinó l'atletisme. Quan va fer el salt a categoria júnior en Jofre va deixar l'atletisme i es va centrar en el BTT i l'Enduro. Al pas del temps i els entrenaments, el ciclista colomenc va esdevenir un corredor internacional i la seva principal afició s'ha convertit en quelcom seriós.

## Palmarès en ciclisme de muntanya
- 2016
  -  Campió d'Espanya Júnior en BTT
- 2017
  -  Campió d'Europa Júnior en BTT
  -  Campió d'Espanya Júnior en BTT
  - 1r a la Copa Catalana Internacional Júnior

## Palmarès en ciclocròs
- 2015
  - 1r al Ciclocròs de Karrantza Júnior
- 2017
  -  Campió d'Espanya Sots-23 en Ciclocròs